# 宁朔州都督府
宁朔州都督府，唐羁縻都督府。
以回纥部族置，始建年代及地域无考。永淳、垂拱时突厥、铁勒相继叛唐后，侨治夏州朔方县（今陕西省靖边县北白城子）界，属夏州都督府。 